# Susan Dergesová
Susan Dergesová (nepřechýleně Susan Derges; * 1955 Londýn) je britská fotografka žijící a tvořící v Devonu. Specializuje se na fotografické postupy bez použití fotoaparátu. Ačkoli jsou její snímky založeny na zachycení vnějších přírodních reálií, nabývají metaforického rozměru, v němž se odráží vnitřní život nevědomí a představivosti. Snaží se zachytit viditelné i neviditelné vědecké a přírodní procesy – fyzickou podobu zvuku, vývoj žabích plůdků nebo odraz měsíce a hvězd na vodě.
V devadesátých letech se proslavila fotografiemi vody bez fotoaparátu, neboli fotogramy. Využívala noční krajinu jako provizorní temnou komoru, když ponořila velké archy fotografického papíru do řeky a k vytvoření expozice používala bateriovou svítilnu a měsíc.
Vystavovala v Evropě, Americe a Japonsku a její díla jsou zastoupena v několika významných muzejních sbírkách, např. v Institutu umění v Chicagu, Metropolitním muzeu v New Yorku a Victoria and Albert Museum v Londýně. Je držitelkou čestného členství Královské fotografické společnosti.

## Biografie
Susan Dergesová se narodila v roce 1955 v Londýně. Studovala na uměleckých školách v Londýně, v letech 1973–1976 studovala malbu na Chelsea College of Art and Design a v letech 1977–1979 na Slade School of Art. Svou uměleckou kariéru zahájila jako malířka působící v sedmdesátých letech 20. století v Londýně a Berlíně, V roce 1980 se přestěhovala do Japonska, kde se začala věnovat některým prvotním fotografickým postupům jako fotografování bez fotoaparátu (exponování obrazů přímo na fotografický papír), tyto techniky dodnes zdokonaluje a rozvíjí.
V Japonsku žila a pracovala do roku 1985, získala zde cenu Rotary Foundation Award (1981), a JVC Award (1984) a věnovala se postgraduálnímu výzkumu na univerzitě v Cukubě. V letech 1986–1991 žila v Londýně a v roce 1992 se přestěhovala do Dartmooru v Devonu. V roce 1993 získala cenu South West Arts Award a byla jmenována lektorkou mediálního umění na Plymouthské univerzitě. V letech 1997–1999 působila jako externí zkoušející pro obor fotografie bakalářského studiua výtvarného umění na Middlesexské univerzitě.

## Dílo
Dergesová se od počátku zajímala o abstrakci, protože „nabízela možnost vypovídat o neviditelném spíše než zaznamenávat viditelné.“ K fotografování bez fotoaparátu se uchýlila protože jí vadilo, jak „fotoaparát vždy odděluje objekt od diváka.“ Velká část její pozdější tvorby se zabývala tímto vztahem – odděleností a propojením s přírodním světem. Na jejích fotografiích příroda otiskuje přímo na povrch fotografické emulze vzory a rytmy pohybu, růstu a tvarů, jako jsou padající kapky vody, rušné plástve medu a nádoba s vyvíjecími se vajíčky ropuchy.
Poprvé experimentovala s fotografií bez fotoaparátu během pobytu v Japonsku. Její dílo Chladni Figures z roku 1985 vzniklo nasypáním karborundového prášku přímo na fotografickou emulzi a poté byl vystaven zvukovým vlnám o různých frekvencích (viz Chladniho obrazce). Tak vznikly přízračné černobílé obrazy přírodního řádu a chaosu.
V cyklu The Observer and the Observed (Pozorovatel a pozorovaný) z roku 1991 zkoumala vztah mezi objektem a divákem a uměním a vědou. Pomocí stroboskopu zachycovala zavěšené čočkovité kapky tryskající vody na pozadí rozmazaného obrazu vlastní tváře.
Při vytváření cyklu River Taw (1997) pracovala v noci, kdy do řeky položila fotografický papír a nechala snímky exponovat okolním světlem měsíce nebo použila bateriovou svítilnu. Jako objektiv použila řeku Taw poblíž svého domu v Devonu a zachytila fragmenty břečťanu, ledu a nečistot, které se odrážely ve vodě nebo jí procházely.
Později začala pracovat v ateliéru, kde kombinuje analogové a digitální techniky a vytváří nové formy a perspektivy, které dosud nebylo možné zachytit. Její díla odráží práci prvních průkopníků fotografie, ale je také současná ve svém experimentování a uvědomování si konceptuálních i environmentálních otázek. Cyklus Under The Moon (Pod měsícem) vznikal kombinací snímků měsíce s vodními a větvičkovými vzory vystavenými zvukovým vibracím v temné komoře.
Cyklus Tide Pools (Přílivové tůně, 2017) vznikl s podporou katedry mořské biologie na Plymouthské univerzitě, kde působila jako hostující profesorka fotografie. V souboru Ocean Flowers (Květy oceánu, 2019) se zaměřila na detaily jednotlivých řas a na to, co se děje s křehkou rovnováhou těchto mikrokosmů v mezipřílivových pásmech. V cyklu Many Lives and Many Seasons (Mnoho životů a mnoho ročních období, 2023) dokumentovala růst a vývoj čtyřiceti žaludů naklíčených ve skleněných lahvích v průběhu jednoho roku.

## Publikace
- River Taw. London: Michael Hue-Williams Fine Art, 1997. ISBN 1900829045.
- Woman Thinking River. San Francisco: Fraenkel Gallery; New York: Danziger Gallery, 1999. ISBN 1881337065.
- Liquid Form, 1985–99. London: Michael Hue-Williams Fine Art, 1999. ISBN 190082907X.
- Kingswood. Maidstone, Kent: Photoworks, 2000. ISBN 0953534049.
- Elemental. Göttingen: Steidl, 2010. ISBN 3869301503.
- Shadow Catchers: Camera-less Photography, Victoria & Albert Museum/Merrell, London, 2012. ISBN 978-1858945927